# 선산 (드라마)
《선산》(영어: The Bequeathed)은 넷플릭스에서 2024년 1월 19일 공개된 대한민국의 미스터리, 스릴러, 범죄 드라마이다.

## 기획의도
존재조차 잊고 지내던 작은아버지의 죽음 후 남겨진 선산을 상속받게 되면서 불길한 일들이 연속되고 이와 관련된 비밀이 드러나며 벌어지는 이야기를 그린 넷플릭스 시리즈

## 제작진

### 제작사
- 와우포인트
- 영화사 레드파더

### 연출
- 민홍남 : ( 영화 《병원이나 가야겠습니다》(감독), 영화 《타짜》(제작지원), 영화 《검은 집》(연출부), 영화 《그의 결혼식》(연출부), 영화 《하늘과 바다》(연출부), 영화 《반가운 살인자》(연출부), 영화 《평양성》(연출부), 영화 《페이스 메이커》(연출부), 영화 《광해, 왕이 된 남자》(연출부), 영화 《화이: 괴물을 삼킨 아이》(연출팀), 영화 《상의원》(연출부), 영화 《부산행》(조감독), 영화 《염력》(조감독), 영화 《반도》(조감독) 등 연출 및 각본 )

### 극본
- 연상호 : ( 영화 《D의 과대망상을 치료하는 병원에서 막 치료를 끝낸 환자가 보는 창밖풍경》(각본&감독), 영화 《디 데이》(각본&감독), 영화 《지옥 - 두개의 삶》(미술&음악&제작&조명&촬영&감독&각본&캐릭터 디자인&애니메이션&편집), 영화 《인디애니박스: 셀마의 단백질 커피》(공동연출), 영화 《사랑은 단백질》(각본&감독), 영화 《돼지의 왕》(동화&캐릭터 디자인&원화&편집&배경&연출&각본&조연&스토리보드&목소리), 영화 《창》(목소리&애니메이션감독&작화&연출&원작&각본&배경미술), 영화 《사이비》(목소리&원화&편집&합성&연출&각본&스토리보드), 영화 《우리별 일호와 얼룩소》(목소리), 영화 《발광하는 현대사》(합성&프로듀서), 영화 《서울역》(프로듀서&감독), 영화 《부산행》(각본&감독&목소리), 영화 《졸업반》(제작&각본&목소리), 영화 《염력》(각본&감독), 영화 《반도》(공동각본&감독), 영화 《프린세스 아야》(제작), 영화 《정이》(각본&감독) 등 연출 및 각본 )

- 민홍남

- 황은영

## 등장 인물

### 주요 인물
- 김현주 : 윤서하(본명: 안서하) 역
- 박희순 : 최성준 역
- 박병은 : 박상민 역
- 류경수 : 김영호 역

### 주변 인물
- 박성훈 : 양재석 역 (1회)
- 김재범 : 육성수 역
- 현봉식 : 강홍식 역
- 유승목 : 최태성 역
- 이현균 : 진대수 역
- 차시원 : 김정현 역
- 심현서 : 최준형 역
- 이윤희 : 김무선 역
- 강진아 : 이숙자 역
- 김호연 : 윤명호 역
- 김재건 : 윤명길 역
- 최동구 : 김광수 역
- 신복숙 : 경암사 스님 역
- 백수련 : 경암사 스님 스승 역
- 차미경 : 윤명희 역
- 주해은 : 젊은 시절의 윤명희 역
- 최유화 : 한나래 역
- 정인기 : 김창석 역
- 홍석빈 : 부검의 역
- 김성녀 : 선술집 주인 언니 역
- 이수미 : 선술집 주인 역
- 박지아 : 무당 역
- 허지나
- 강재준

### 기타 인물
- 김복준 : 유튜브 채널 (사건의뢰) 역
- 염건령 : 유튜브 채널 (사건의뢰) 역
- 유보라 : 티멥 음성 역
- 김연교 : 기자 역
- 안수현 : 여자 경찰 역
- 배유진 : 헤라 여종업원 1 역
- 성수현 : 헤라 여종업원 2 역
- 김수환 : 영안실 직원 역

## 참고사항
- 박희순과 김현주는 2023년에 방송된 SBS 월화드라마 《트롤리》 이후로 1년만에 재회하는 작품이다.